# جوزيف كورنر
جوزيف كورنر (بالإنجليزية: Joseph Koerner)‏ هو مؤرخ بريطاني وأمريكي، ولد في 17 يونيو 1958 في بيتسبرغ في الولايات المتحدة.

## وصلات خارجية
- جوزيف كورنر على موقع IMDb (الإنجليزية)
- جوزيف كورنر على موقع قاعدة بيانات الفيلم (الإنجليزية)